# Telaquana Mountain
 (mai 2020).
Telaquana Mountain est un sommet américain dans le borough de Lake and Peninsula, en Alaska. Il culmine à 2 460 mètres d'altitude dans les monts Neacola. Il est protégé au sein des parc national et réserve de Lake Clark.